# Kim Byung-ji
Kim Byung-ji – em coreano: 김병지 (Miryang, 8 de abril de 1970) é um ex-futebolista sul-coreano que atuava como goleiro. Atualmente é presidente do Gangwon FC, equipe da K League (primeira divisão do futebol nacional), sendo o jogador com mais partidas disputadas na história da competição (595) e do futebol profissional da Coreia do Sul (744, contando com as 111 partidas pela Copa da Liga e 38 pela Copa da Coreia do Sul). É também o atual vice-presidente da Associação de Futebol da Coreia, função que havia exercido entre 2021 e 2022.

## Estilo de jogo
Embora se destacasse por atuar como goleiro-líbero com rapidez e por sua habilidade em fazer defesas difíceis, chegava a cometer alguns erros devido à sua alta frequência em sair da área.

## Carreira em clubes

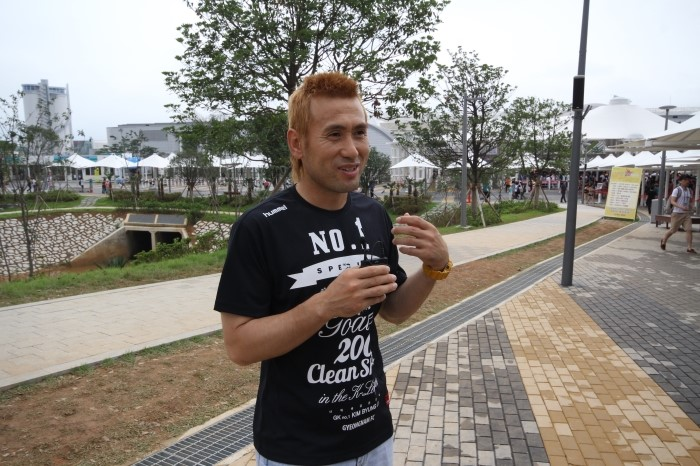
Kim Byung-ji em 2012.

Após jogar futebol universitário pelos times da Milyang Middle School e Aloysius Technical High School, foi draftado em 1990 pelo Sangmu FC, equipe da Liga de Futebol Semiprofissional Sul-Coreana, onde atuou até 1992. No mesmo ano, fez sua estreia como atleta profissional no Ulsan Hyundai Horang-i (atual Ulsan HD), onde atuou até 2000.
Jogou também por Pohang Steelers, FC Seoul, Gyeongnam e Jeonnam Dragons (nestes últimos acumulou também a função de auxiliar-técnico), onde encerrou a carreira de jogador em 2015, aos 45 anos.

## Carreira internacional
A estreia do goleiro pela Seleção Sul-Coreana foi em um amistoso contra a Costa Rica, em junho de 1995. Foi convocado para a Copa de 1998, atuando nas 3 partidas dos Guerreiros Taegeuk na competição. No jogo contra os Países Baixos, foi o único jogador poupado das críticas da imprensa sul-coreana após a goleada sofrida por 5 a 0 (resultado que causou ainda a demissão do treinador Cha Bum-kun), tendo evitado uma goleada maior a favor da Oranje and became the only player to receive acclaim despite conceding five goals..
Em 2001, durante um jogo da Carlsberg Cup (torneio anual disputado em Hong Kong), perdeu a bola ao tentar driblar um jogador do Paraguai e deixou o técnico da Coreia do Sul, Guus Hiddink, envergonhado no banco de reservas. Apesar do lance, a seleção asiática venceu por 6 a 5 na decisão por pênaltis. Jogou a Copa Ouro da CONCACAF do ano seguinte (onde a Coreia do Sul foi uma das seleções convidadas para a disputa) e na Copa do Mundo, sediada juntamente com o Japão, foi reserva de Lee Woon-jae, seu principal rival na posição também na época da K League. A Copa de 2002 foi a última das 4 competições de Kim Byung-ji pela Seleção Sul-Coreana (havia jogado a Copa da Ásia de 1996 e a Copa Ouro da CONCACAF de 2000).
Em janeiro de 2008, o goleiro voltaria a vestir a camisa da seleção em um amistoso contra o Chile, que venceu por 1 a 0. Este foi também o último dos 61 jogos de Kim Byung-ji em sua carreira internacional.

## Pós-aposentadori
Após deixar os gramados, tornou-se youtuber e criou o canal Kkong-byung-ji-tv. Em janeiro de 2021, foi nomeado vice-presidente da Associação de Futebol da Coreia, permacendo até dezembro de 2022 - em maio deste ano, assinou um contrato com a empresa de entretenimento Angry Dogs e assumiu a presidência do Gangwon FC, em paralelo com a vice-presidência da KFA antes de renunciar a esta última para se concentrar apenas na gestão do clube.
Em abril de 2025, o ex-goleiro foi nomeado pela segunda vez como vice-presidente da Associação de Futebol da Coreia.

## Títulos
Sangmu FC
- Liga de Futebol Semiprofissional Sul-Coreana: 1992 (fase Primavera) e 1994 (fase Outono)

Ulsan Hyundai Horang-i
- K League: 1996
- Copa da Liga Sul-Coreana: 1995, 1998

FC Seoul
- Copa da Liga Sul-Coreana: 2006

### Individuais
- Melhor jogador da Liga de Futebol Semiprofissional Sul-Coreana: 1991 (fase Outono)[15]
- K-League All-Star: 1995, 1997, 1998, 1999, 2000, 2001, 2002, 2003, 2004, 2005, 2006, 2007, 2013, 2015[16][17][18][19][20][21][22][23][24][25][26][27][28][29]
- Melhor Onze da K-League: 1996, 1998, 2005, 2007[30][31][32][33]
- Jogador Mais Valioso do All-Star Game da K League: 2000[34]